# الحريرة (المغربة)

تعديل مصدري - تعديل

الحريرة هي إحدى قرى عزلة نيسا بمديرية المغربة التابعة لمحافظة حجة، بلغ تعداد سكانها 1631 نسمة حسب تعداد اليمن لعام 2004.